# NHL Winter Classic 2008
L'NHL Winter Classic 2008, conosciuta per motivi di sponsorizzazione come AMP Energy NHL Winter Classic, è stata la prima edizione dell'NHL Winter Classic, partita a cadenza annuale di hockey su ghiaccio all'aperto organizzata della National Hockey League (NHL). Svoltasi il 1º gennaio 2008, al Ralph Wilson Stadium di Orchard Park, nello Stato di New York, la partita valevole per la regular season vide affrontarsi i Buffalo Sabres, padroni di casa, ed i Pittsburgh Penguins. Questa fu la prima partita professionistica di hockey su ghiaccio ad essersi tenuta sul suolo statunitense. Tale evento seguì l'esempio dell'Heritage Classic, il primo incontro della NHL a svolgersi all'aperto, disputatosi però ad Edmonton, in Canada. Il Ralph Wilson Stadium è sede delle partite casalinghe della formazione di National Football League dei Buffalo Bills, e per tale motivo la partita assunse il soprannome di "Ice Bowl", nome ispirato dal Super Bowl.
La partita, giocata su un campo da hockey su ghiaccio temporaneo posto al centro del prato del Ralph Wilson Stadium, stabilì il record della NHL con 71.217 spettatori presenti sugli spalti. I Penguins si imposero per 2-1 solo agli shootout, grazie alla rete del loro capitano Sidney Crosby.
I Sabres organizzarono un evento legato al Winter Classic presso la HSBC Arena, infatti oltre 11.000 all'interno del palazzetto guardarono la partita su dei maxi-schermi, con il video in diretta dallo stadio e l'audio proveniente dalla radio ufficiale della squadra.

## Record di pubblico

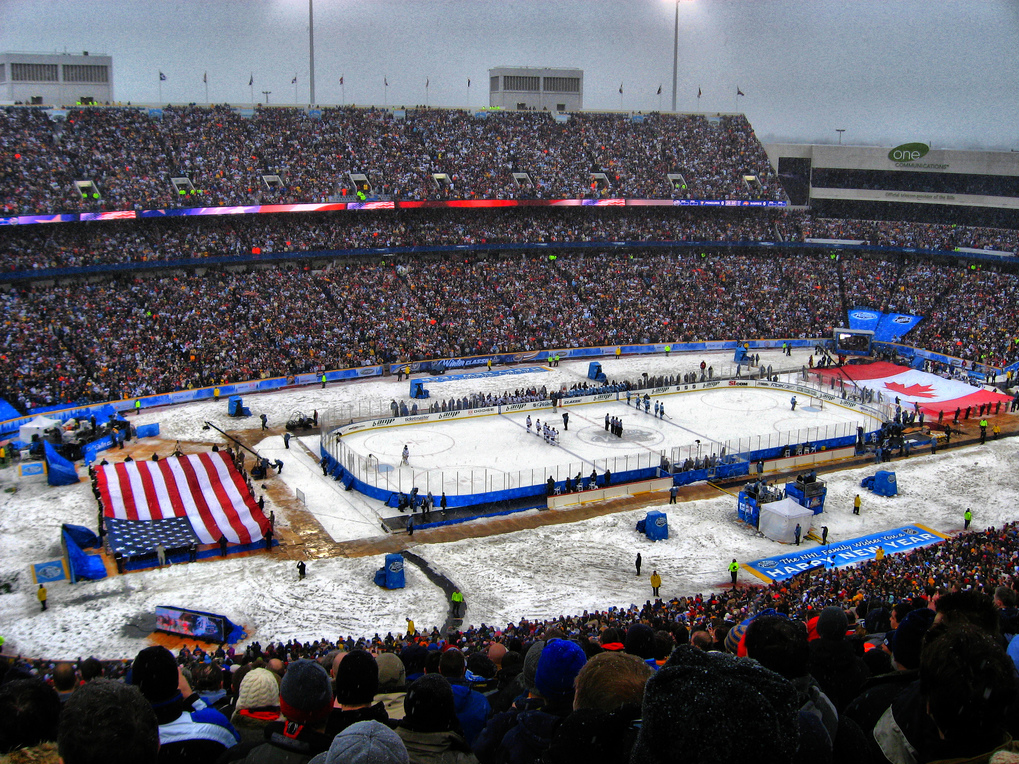
Vista del Ralph Wilson Stadium.

71.217 spettatori assistettero all'incontro, stabilendo il nuovo record della NHL. Il precedente record era di 57.167 tifosi, in occasione dell'Heritage Classic fra Montreal Canadiens e gli Edmonton Oilers, al Commonwealth Stadium di Edmonton, il 22 novembre 2003. Georges Laraque e Ty Conklin sono i due soli giocatori ad aver disputato sia l'Heritage Classic che il Winter Classic. Entrambi giocarono dapprima per gli Oilers e successivamente per i Penguins.
La partita stabilì il record per l'hockey su ghiaccio professionistico nordamericano, ma non riuscì a battere i 74.554 tifosi che assistettero al "The Cold War" ("la guerra fredda"), incontro fra l'Università del Michigan e la Michigan State University, il 6 ottobre 2001. Il portiere dei Sabres Ryan Miller e l'attaccante dei Penguins Adam Hall allora giocarono con la maglia di Michigan State.
Circa 41.000 biglietti furono resi disponibili per il pubblico comune, ed il 18 settembre 2007 furono tutti quanti venduti nel giro di meno di 30 minuti. Riguardo alla tempestività della vendita dei biglietti, i Sabres affermarono come fosse stato un segno del successo dell'evento e della voglia del pubblico di prendervene parte. Dall'altra parte però molti tifosi dei Penguins si ritrovarono senza un biglietto, delusi sia per l'impossibilità di comprare i biglietti messi prima a disposizione dei cittadini di Buffalo e sia per la mancanza di benefici per i possessori dell'abbonamento annuale per gli incontri dei Penguins.

## Uniformi
Le squadre indossarono apposta per l'occasione delle divise rétro: i Penguins le divise blu ed azzurre per la prima volta dal 1972-73, mentre i Sabres indossarono la loro vecchia divisa bianca, adoperata nel periodo fra il 1978 ed il 1996. Inoltre anche i portieri Ty Conklin e Ryan Miller indossarono per l'occasione delle maschere in stile vintage.

## Pre-partita
Prima dell'inizio dell'incontro Doug Allen cantò l'inno nazionale canadese O Canada, mentre il tenore irlandese Ronan Tynan intonò God Bless America.
Prima della partita la NHL annuncio dei provvedimenti per limitare i disturbi derivanti dagli agenti atmosferici. Le due squadre invertirono la loro posizione in campo a metà del terzo periodo. Lo Zamboni ebbe il tempo di risistemare il ghiaccio e si riprese l'incontro con un ingaggio. Anche il tempo supplementare fu suddiviso in due segmenti da due minuti e mezzo.

## Partita
Le condizioni meteorologiche dell'incontro furono tipicamente invernali ed evocative, come era intenzione degli organizzatori, con temperature prossime agli 0 °C e con la neve che cadeva sulla pista, in particolare nel terzo periodo. Nonostante alcune difficoltà per i giocatori ad adattarsi al meteo, i tifosi apprezzarono l'ambientazione.
Nel corso della partita i Penguins registrarono 25 tiri diretti verso la porta avversaria, meno rispetto ai 37 dei Sabres, i quali dominarono il secondo periodo e l'overtime con parziali rispettivamente di 14-2 e 7-0. Ad esclusione degli shootout ciascun portiere concesse un solo gol; i Penguins si portarono in vantaggio nel primo periodo con un gol di Colby Armstrong dopo 21 secondi dall'inizio del match, mentre i Sabres pareggiarono al minuto 21:25 con Brian Campbell.

### Referto della partita
| Arbitri: | Marc Joannette Don VanMassenhoven |

| |                | |
| (S. Crosby) C. Armstrong 00:21 | Marcatori      | 21:25 B. Campbell (T. Connolly, D. Paille) |
| E. Christensen K. Letang S. Crosby | Shootout 1 – 0 | A. Kotalík T. Connolly M. Afinogenov |
| C. Armstrong - Ostruzione sul portiere - 13:02 - 2min C. Armstrong - Aggancio - 60:00 - 2min | Penalità       | 2min - 04:22 - Aggancio - T. Connolly 2min - 07:16 - Aggancio - M. Afinogenov 2min - 12:17 - Aggancio - T. Vanek |
| 29 - P - Ty Conklin 4 - D - Rob Scuderi 5 - D - Darryl Sydor (A) 11 - C - Jordan Staal 12 - AS - Ryan Malone 16 - C - Erik Christensen 17 - AD - Petr Sýkora 18 - AS - Adam Hall 19 - D - Ryan Whitney 20 - AD - Colby Armstrong 27 - AD - Georges Laraque 30 - P - Dany Sabourin 37 - AS - Jarkko Ruutu 38 - C - Jeff Taffe 44 - D - Brooks Orpik 48 - AD - Tyler Kennedy 55 - D - Sergej Gončar (A) 58 - D - Kris Letang 71 - AS - Evgenij Malkin 87 - C - Sidney Crosby (C) | Formazioni     | Ryan Miller - P - 30 Toni Lydman - D - 5 Jaroslav Špaček (C) - D - 6 Derek Roy - C - 9 Henrik Tallinder - D - 10 Aleš Kotalík - AD - 12 Tim Connolly - C - 19 Daniel Paille - AS - 20 Adam Mair - AD - 22 Thomas Vanek - AS - 26 Paul Gaustad - C - 28 Jason Pominville (A) - AD - 29 Jocelyn Thibault - P - 35 Michael Ryan - C - 37 Nathan Paetsch - D - 38 Dmitrij Kalinin - D - 45 Brian Campbell - D - 51 Jochen Hecht (A) - AS - 55 Maksim Afinogenov - AS - 61 Andrew Peters- AS - 76 |
| Michel Therrien | Allenatori     | Lindy Ruff |

### Migliori giocatori della partita
- 1º: Sidney Crosby - Gol vittoria agli shootout, 1 assist -  Pittsburgh Penguins
- 2º: Ty Conlkin - 36 parate (.973) -  Pittsburgh Penguins
- 3º: Ryan Miller - 24 parte (.960) -  Buffalo Sabres